# Santa Luzia do Paruá
Santa Luzia do Paruá este un oraș în unitatea federativă Maranhão (MA), Brazilia.